# Оксид европия(III)
Оксид европия(III)  — химическое соединение европия и кислорода с формулой Eu2O3.

## Получение
Оксид европия может быть получен путём нагрева металлического европия в атмосфере кислорода или термическим разложением оксалата, нитрата, сульфата, гидроксида или карбоната европия при 800—1000 °C.

## Физические свойства
Оксид европия(III) представляет собой порошок белого цвета с розоватым оттенком.
Существует в следующих аллотропных модификациях:
- кубической объемноцентрированной типа биксбиита (пространственная группа Ia-3) с параметрами элементарной ячейки 1,0869 нм стабильной до 1050—1100 °C.
- моноклинной (пространственная группа C2/m) с параметрами решетки а = 1,4082 нм, b = 0,3604 нм, c = 0,8778 нм, β = 100o00’.
- гексагональной выше 2040 °C.
- высокотемпературной гексагональной при нагреве выше 2140 °C.
- высокотемпературной кубической выше 2280 °C.

Плотность кубического оксида европия составляет 7,29 г/см3, а моноклинного — 7,96 г/см3.
Как правило, компактный оксид европия после спекания при температурах в области существования моноклинной фазы имеет метастабильную моноклинную фазу, которая практически не претерпевает фазового перехода в низкотемпературную модификацию вследствие очень малой скорости этого процесса.
Моноклинная модификация оксида европия имеет следующие физические свойства:
Коэффициент термического расширения 10,3∙10−6 1/K
Модуль упругости 120±3 ГПа
Прочность на сжатие 323±35 МПа
Прочность на растяжение 31,2±7,9 МПа

## Химические свойства
Оксид европия(III) проявляет основные свойства. Не вступает в реакцию с щелочами, гидратом аммиака, холодной водой.
- Реагирует с горячей водой:

{\displaystyle {\mathsf {Eu_{2}O_{3}+3H_{2}O\ {\xrightarrow {}}\ 2Eu(OH)_{3}}}}
- Реагирует с разбавленными холодными кислотами:

{\displaystyle {\mathsf {Eu_{2}O_{3}+6HCl\ {\xrightarrow {}}\ 2EuCl_{3}+3H_{2}O}}}
- Реагирует с концентрированными кипящими кислотами:

{\displaystyle {\mathsf {Eu_{2}O_{3}+3H_{2}SO_{4}\ {\xrightarrow {}}\ Eu_{2}(SO_{4})_{3}+3H_{2}O}}}
- Реагирует с сероводородом:

{\displaystyle {\mathsf {Eu_{2}O_{3}+3H_{2}S\ {\xrightarrow {500^{o}C}}\ Eu_{2}S_{3}+3H_{2}O}}}
- Восстанавливается до монооксида европия графитом или европием:

{\displaystyle {\mathsf {Eu_{2}O_{3}+C\ {\xrightarrow {1300^{o}C}}\ 2EuO+CO\uparrow }}}
{\displaystyle {\mathsf {Eu_{2}O_{3}+Eu\ {\xrightarrow {1220^{o}C,Ar}}\ 3EuO}}}
- Восстанавливается до металлического европия лантаном:

{\displaystyle {\mathsf {Eu_{2}O_{3}+2La\ {\xrightarrow {1200^{o}C}}\ La_{2}O_{3}+2Eu}}}

## Применение
Широко используется как красный или синий люминофор в телевизорах и люминесцентных лампах.
Является легирующей добавкой при производстве флуоресцентного стекла.
Катализатор для получения непредельного спирта 3-бутен-1-ола из 1,4-бутандиола.
Потенциальный материал для использования в качестве поглотителя нейтронов в реакторах на быстрых нейтронах.